# Жвакање
Жвакање или мастикација је сложен рефлексни акт са центром у продуженој мождини, и представља механички део у укупном процесу прераде хране. Оно се обавља наизменичним подизањем и спуштањем доње вилице (главни покрети), као и покретима мандибуле напред-назад и десно-лево. Ови покрети су омогућени анатомским обликом зглобних површина доње вилице и слепоочне кости, које заједно формирају темпоромандибуларни зглоб.
Покрете свих структура које учествују у процесу жвакања омогућавају многобројни мишићи, који се на њих припајају.
У подизаче доње вилице се убрајају: слепоочни мишић (лат. m. temporalis), масетерични мишић (лат. m. masseter), унутрашњи и спољашњи криласти мишић.
Темпорални мишић подиже мандибулу, а такође својим влакнима може да оствари пропулзију и ретропулзију. Масетерични мишић затвара уста и подиже доњу вилицу, а унилатералном контракцијом је повлачи на одговарајућу страну. Криласти мишићи, поред основне подизачке улоге, остварују пропулзију и ротирање доње вилице.
У отварању уста учествују углавном мишићи са пода усне дупље, међу којима су најзначајнији: дигастрични (лат. m. digastricus), гениоглосни (лат. m. genioglossus) и милохиоидни мишић (лат. m. mylohyoideus), а делимично им помаже и спољашњи криласти мишић.
У премештању залогаја и његовом намештању на гризне површине зуба учествују језични (лат. m. lingualis) и образни мишић.
Акт жвакања се обавља вољно и уз сталну контролу и модификацију покрета од стране коре великог мозга, а контракције мишића су координисане и усклађене. Сам процес условно може да се подели у неколико фаза:
- фаза мира (пре отпочињања читавог процеса),
- почетна фаза, која подразумева уношење хране у уста, загриз и кидање,
- иницијални покрети, којима се врши оријентација и добијање података о врсти и квалитету унете хране,
- серија снажних покрета, којима се врши ситњење и дробљење хране,
- ротациони покрети, усмерени на млевење хране.

Трајање читавог акта је индивидуално и зависи од великог броја фактора, али просечно жвакање траје 15-18 секунди, а обично не дуже од 40 секунди. Ефикасност је такође различита и зависи првенствено од врсте и степена обраде хране. За месо степен механичке прераде износи 20-30%, за термички обрађено поврће 30%, а за сир 50-60%. Храна се ситни до залогаја, односно комадића прикладних за гутање који нису већи од 1 cm. Снага загриза је индивидуална и зависи од облика и броја зуба, ваљаности оклузије и сл. Код особа са зубним протезама она се знатно смањује (у просеку за 50%).
Значај акта жвакања за прераду хране је детаљно испитиван и није доказана његова велика улога у овом процесу. Уношење несажвакане хране преко фистуле директно у желудац, није значајније продужило варењехране. Ипак жвакање је пресудно за формирање залогаја и његову припрему за гутање. Осим тога, ситњењем хране се спречава оштећење структура дигестивног тракта и убрзава пражњење желуца у танко црево и ниже партије.
Поред механичке прераде, у устима се истовремено врши и хемијска прерада хране под утицајем ензима (фермената) у саставу излучених дигестивних сокова. У лучењу тих сокова (пљувачке) учествују три парне жлезде: паротидна, подвилична и подјезична пљувачна жлезда.